# 西ドイツ国鉄V200形ディーゼル機関車

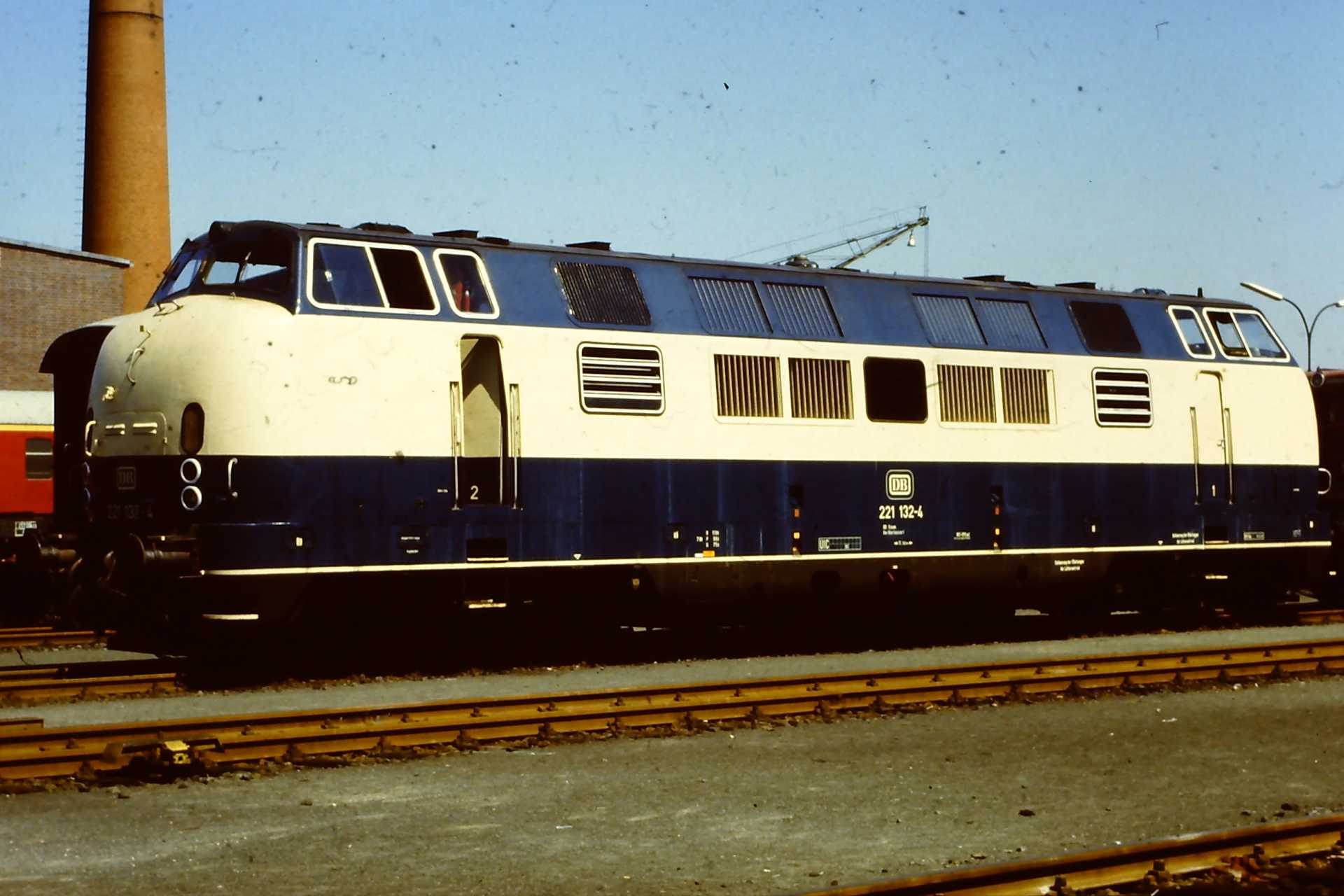
221 132（V220.1形）

西ドイツ国鉄V200形ディーゼル機関車は、ドイツ連邦鉄道（DB、西ドイツ国鉄）の急行用液体式ディーゼル機関車である。初期に製造されたものはV200.0形と呼ばれ、1962年からは出力を増大したV200.1形が製造された。それぞれ、1968年に220形および221形と改称されている。

## 製造・運用
まず1953年から翌年にかけて、クラウス＝マッファイにて試作機が5両製造された。1956年より量産が開始され、同社にて61両が、マシーネンバオ・キール（現MaK、のちフォスロ）にて20両が製造された。
信頼性が高く、V200形はあらゆる幹線において急行列車を牽引し、ドイツ国営鉄道（＝分割前のドイツ国時代の国営鉄道。DRのちDRG）の05形、03形、01形蒸気機関車を置き換えた。幹線が電化するにつれて、V200形は幹線以外での旅客輸送や貨物輸送にも使われるようになった。
1962年からの量産は、エンジン出力を増大したV200.1形に移行し、1965年までに50両が製造された。
1968年に、V200.0形およびV200.1形は、それぞれ220形、221形と改称された。
1977年より、V200形はドイツ北部の工場に集められた。エンジンを2基搭載するためV160形のようなエンジン1基の車両よりも高価であり、さらに列車暖房方式が蒸気暖房だったため、1984年には全車使用が停止された。
7両のV200形がスイス国有鉄道に譲渡され、Am4/4形18461-18467となった。1997年まで使われ、その後ドイツ国内の個人に売却された。アラビア国有鉄道に売却された車両もあるが、ほどなく廃車された。ギリシャ国鉄も数両を購入したが、そのうち数両のV200.1形はthe Prignitzer Eisenbahnによってドイツに逆輸入され、270形とされた。
DB博物館がV200 007を所有しているほか、数両のV200形がドイツ国内で保存されている。同博物館には試作機も保管されていたが、2005年10月17日の火事により焼損した。

## 構造
エンジン・液体変速機・台車で1組の駆動システムを構成し、これを2組搭載している。エンジンはマイバッハ製V型12気筒ディーゼルエンジンである。

## 東ドイツのV200形（120形、のちの220形）
現在のドイツ鉄道（DR）の前身のひとつである、旧東ドイツの東ドイツ国鉄（GDR）にもV200形の形式を名乗る機関車が在籍していた。
これはソ連製の電気式ディーゼル機関車M62で、その騒音と排気の黒煙から、taiga drum（タイガの太鼓）という愛称を持っていた。のちに120形と改称され、さらに東西ドイツ統一後、西ドイツ国鉄が使用していた同名のV200（すでに220形と改称されていた）の使用が停止されたのちにこの車両はDBにより220形に分類された。

## 文献
- Mattias Maier Die Baureihe V200 Eisenbahn-Kurier (EK-Verlag; Freiburg) ISBN 3-88255-208-5